# Manicuro

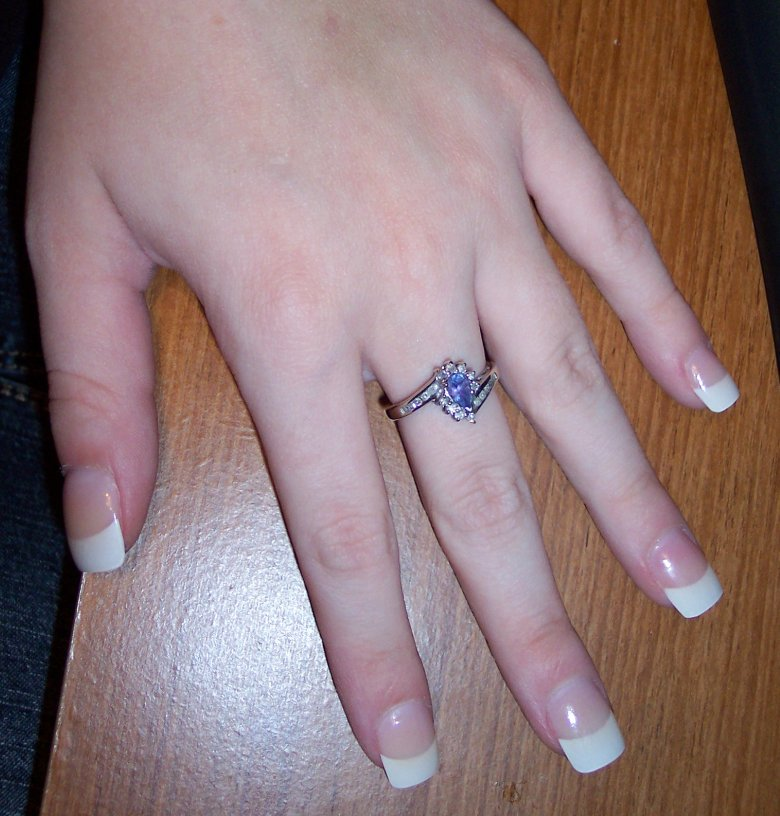
Exemplo de manicure no estilo francês.

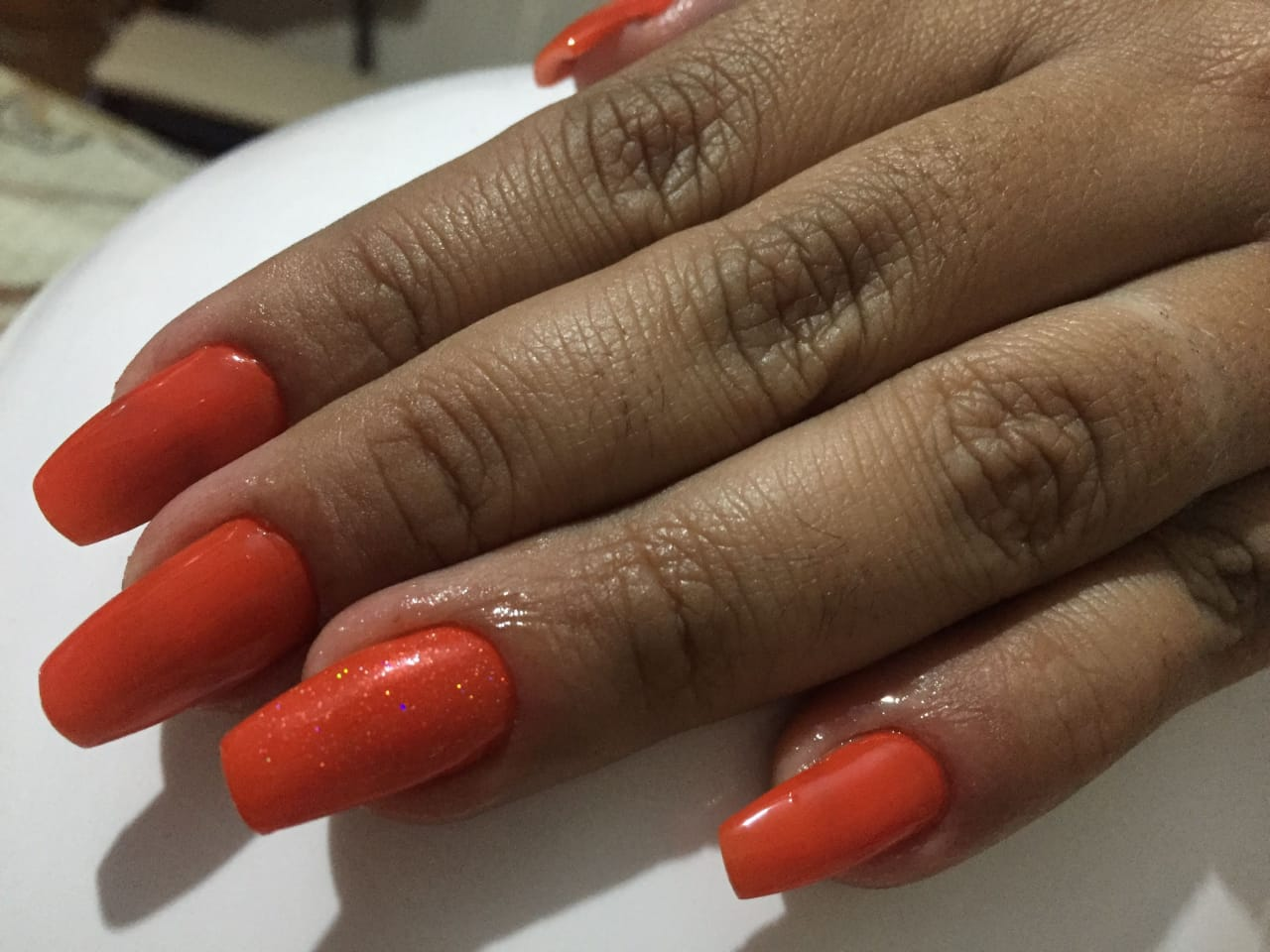
Unha em fibra de vidro

O manicuro (no gênero feminino manicura; é comum o uso da forma que imita a grafia francesa manucure, "manicure") é um profissional, comumente do sexo feminino, especializado no tratamento cosmético e estético das unhas das mãos.

## Trabalho de uma manicure
A manicure é um tratamento cosmético para a beleza das unhas e mãos realizados em casa ou em um salão de beleza. Um tratamento manicure não é apenas um tratamento para as unhas naturais, mas também para as mãos. A manicure consiste da apresentação, a modelagem da borda livre, tratamentos, massagem da mão e da aplicação do esmalte. Há também serviços de manicure que são as especialidades para as mãos e pés. Para as mãos, na embebição de uma substância de amolecimento e a aplicação de uma loção é uma especialidade comum. Quando aplicado às unhas dos pés, este tratamento é referido como um pedicure. A palavra "manicure" deriva do latim: manus para "mão", cura para o "cuidado".
Outros tratamentos para unhas podem incluir a aplicação de unhas artificiais dicas, acrílicos ou géis de unhas artificiais. Algumas manicures podem incluir a pintura de imagens ou desenhos nas unhas ou aplicar decalques pequenas ou joias de imitação. Em muitas áreas, manicures são licenciados e siga regulamento. Uma vez que a pele é manipulada e às vezes é cortada, há um certo risco de contágio quando as ferramentas são usadas em muitas pessoas e, portanto, o saneamento é um problema sério. Atualmente, a manicure não é apenas para um benefício estético. Mais ênfase é agora dada à correta preparação da unha, como
removendo a cutícula e aplicando uma variedade de cremes e óleos, a fim de manter um equilíbrio saudável de óleos e em torno do leito da unha.